# Saint-Biez-en-Belin
Saint-Biez-en-Belin település Franciaországban, Sarthe megyében. Lakosainak száma 709 fő (2022. január 1.). Saint-Biez-en-Belin Saint-Ouen-en-Belin, Château-l’Hermitage, Écommoy és Pontvallain községekkel határos.

## Népesség
A település népessége az elmúlt években az alábbi módon változott:
| Lakosok száma | 723  | 730  | 733  | 714  | 706  | 706  | 705  | 709  | 709  |
|               | 2013 | 2015 | 2016 | 2017 | 2018 | 2019 | 2020 | 2021 | 2022 |